# Tescan
Tescan, s.r.o. — чешская компания, разрабатывающая и производящая сканирующие электронные микроскопы.
Основана в 1991 году. Офис и производство компании находится в городе Брно.

## Продукция
В настоящее время компания Tescan производит электронные микроскопы, условно разделяемые на три серии: 

- семейство микроскопов, источником электронов в которых является вольфрамовый катод с термоэмиссией
- семейство микроскопов с катодом Шоттки высокой яркости
- сканирующие электронные микроскопы с интегрированной ионной колонной и системой инжектирования газа

Отдельно позиционируются специализированные модели:
- модель с интегрированной системой энергодисперсионного микроанализа
- мобильный микроскоп для использования непосредственно на производстве

Кроме того, Tescan также разрабатывает и производит:
- дополнительное оборудование для оптической и сканирующей электронной микроскопии
- системы детектирования
- системы обработки изображений
- электронное оборудование и программное обеспечение для сторонних научных проектов
- специализированные вакуумные камеры и системы